# Cabo Branco (praia)
Orla da praia do Cabo Branco
Cabo Branco é uma praia urbana brasileira de João Pessoa, capital do estado da Paraíba. De areia fina e batida, a praia apresenta ainda coqueiros e «falésias vivas», denominação dada pela ação dos fenômenos naturais que atuam nas falésias de até 40 metros.
Na Avenida Cabo Branco nº 3336, à beira-mar, está situada a Fundação Casa de José Américo. A casa, transformada em museu, guarda todas as características de quando José Américo de Almeida nela residia. A fundação é um centro de estudos, pesquisa e difusão científica.
| Oceano Atlântico                              |                                     |                                              |
| precedida por: Praia de Tambaú ( João Pessoa) | Praia do Cabo Branco ( João Pessoa) | sucedida por: Praia do Seixas ( João Pessoa) |